# 錦連
錦連（1928年12月6日—2013年1月6日），本名陳金連，台灣詩人、翻譯家，出生於彰化縣 。日治時期即以日文創作詩，透過閱讀大量的文學理論建立自己的詩想和風格，戰後則改以中文寫詩。一生服務於鐵路局，鐵路成為錦連思考與詩的生命場景，而有「鐵路詩人」的稱呼。曾獲台灣詩人獎、真理大學台灣文學家牛津獎、笠詩獎、鹽分地帶文藝營台灣新文學特別推崇獎等獎項。

## 生平
1928年(昭和3年)12月6日出生於彰化，先祖是新北市三峽富裕茶農，父輩分產而家道中落。父親為總督府鐵道部基隆站行李房工人，幾度調升到彰化調度所運輸主任，鐵道生涯影響錦連一生，16歲畢業於鐵道講習所中等科暨電信科，任職於台灣鐵路局電報室近38年退休，1996年依親移居高雄，2013年1月6日白晝，錦連於高雄休憩中辭世，享壽85歲。

## 文學活動
錦連氏日治末期即以日文寫詩，屬於跨越語言的一代。1948年以〈在北風下〉日文詩作刊登於《潮流》上，並加入「銀鈴會」為最年輕的成員。
1964年《笠》詩刊創立，為發起人之一。暇餘從事日本語教學經驗二十餘年。戰後克服語言障礙後，以中文寫詩，並翻譯日文詩及詩論。曾獲「榮後詩獎」。錦連在戰前及戰後寫了四百餘首日文詩，因沒有園地發表，又無法用中文寫作，因此有一段時間幾乎完全荒廢，1990年代退出《笠》詩刊以後，詩作大量增加，部分發表於《文學台灣》外，2002年並著手整理1952-1957所寫日文詩作，將之自譯為中文，以中日文同時出版《守夜的壁虎》及《夜を守りてやもりが……》二冊。
早期作品發表於《軍民導報》、《現代詩》、《創世紀》、《今日新詩》、《筆匯》、《現代文學》等刊物。作品曾入選《六十年代詩選》、《本省籍作家作品集10：新詩集》、《華麗島詩集》、《台灣現代詩集》（日文）、《中國新詩選》、《美麗島詩集》以及《1984台灣詩選》等。2003年出版中文詩集《海的起源》，日文詩集《支點》，據此與早年出版之《鄉愁》、《挖掘》、《錦連作品集》綜合觀察，纔能較完整一窺錦連詩學世界的全貌。
2004年11月7日獲真理大學「台灣文學家牛津獎」，並舉辦「錦連創作學術研討會」。2008年5月2日明道大學舉辦「錦連的時代——錦連詩作學術研討會」。在台灣本土詩壇的地位，愈顯重要。

## 評價
- [4]李魁賢認為錦連的詩以生命探索「存在的位置」
- [5]趙天儀認為錦連的詩是「對存在的懷疑，不安和鄉愁」
- [6]陳明台認為錦連散發「硬質的詩質」。
- [7]岩上以〈笠下影〉中錦連的自述說:「『傷感』是詩的對待心情；『吝嗇』是詩的節制態度；『蜘蛛』是詩的表現方式。」
- [8]張德本指出，錦連的「鐵路詩」提升台灣鐵路文化臻於詩學的境界，並為台灣建構獨特的「地誌詩」美學，而他的「電影詩」及「圖像詩」實踐台灣戰後現代詩現代手法的實驗，成就突出，但久被忽視。三○年代台灣詩人楊熾昌創立「風車詩社」，倡導超現實主義詩風以降，錦連五○年代一系列超現實詩作，正是台灣本土詩壇對楊氏主張最為深刻的呼應成果。

## 外部連結
- 【詩壇消息】鐵路詩人 錦連辭世 （页面存档备份，存于）
- 台灣作家作品目錄資料庫——錦連 （页面存档备份，存于）

1. ↑  蕭, 水順. . 臺南市: 臺灣文學館. 2015: 69–83. ISBN 978-986-04-6396-5.
2. ↑  ,   [2023-07-19]
3. ↑  . web.archive.org. 2021-12-31  [2023-07-19]. 原始内容存档于2021-12-31.
4. ↑  鄭, 炯明. . 高雄: 春暉. 2002: 〈存在的位置──錦連在詩裡透示的心裡發展〉. ISBN 9867915038.
5. ↑  趙, 天儀. . 《台灣詩季刊》. 1993-12-15, (第2期).
6. ↑  陳, 明台. . 台北市: 文史哲. 1997: 〈硬質而清澈的抒情─純粹的詩人錦連論〉. ISBN 9789575490638.
7. ↑  蕭蕭/李佳蓮. . 台中市: 晨星. 2008: 51. ISBN 9789861772394.
8. ↑  張, 德本. . 淡水牛津臺灣文學研究集刊. 2004-08-06: 1-20  [2023-07-19]. （原始内容存档于2023-07-19） –國家圖書館期刊文獻資訊網.